# Шихазановский район
Шихазановский район — упразднённая административно-территориальная единица в составе Чувашской АССР, существовавшая в 1935—1956 годах. Административный центр — село Шихазаны.
Шихазановский район был образован в составе Чувашской АССР 9 января 1935 года. В его состав были включены следующие сельсоветы:
- из Канашского района: Атнашевский, Атыковский, Вурман-Янишевский, Высоковский, Дальне-Сорминский, Мало-Кибечинский, Нижне-Девлизеровский, Ново-Мамеевский, Ново-Челкасинский, Оженарский, Передне-Яндоушский, Троицкий, Ухманский, Челкумагинский, Чуракасинский, Шибылгинский, Шихазанский, Шоркасинский, Шугуровский и Ямашевский
- из Вурнарского района: Ойкас-Кибекский, Тузи-Сярмусский и Янишевский.

В 1944 году Высоковский (кроме селения Дмитриевки), Дальне-Сорминский, Передне-Яндоушский, Чуракасинский, Шигалинский и Шоркасинский с/с были переданы в новый Чурачикский район.
По данным 1945 года Шихазановский район включал 19 сельсоветов: Атнашевский, Атыковский, Вурман-Янишевский, Мало-Кибечинский, Нижне-Девлизеровский, Ново-Мамейский, Ново-Челкасинский, Оженарский, Ойнас-Кибекский, Сорминский, Троицкий, Тузи-Сярмусский, Ухманский, Чел-Кумагинский, Шибылгинский, Шихазановский, Шугуровский, Ямашевский и Янишевский.
2 ноября 1956 года Шихазановский район был упразднён, а его территория разделена между Канашским (Мало-Кибечский, Ново-Мамейский, Ново-Челкасинский, Средне-Кибечский, Ухманский, Шибылгинский, Шихазанский, Шугуровский и Ямашевский с/с) и Вурнарским (Ойкас-Кибекский и Троицкий с/с) районами.